# Державний лад Соломонових Островів
Соломонові Острови — незалежна держава, парламентська демократія, член Співдружності націй та Королівство Співдружності.

## Виконавча влада

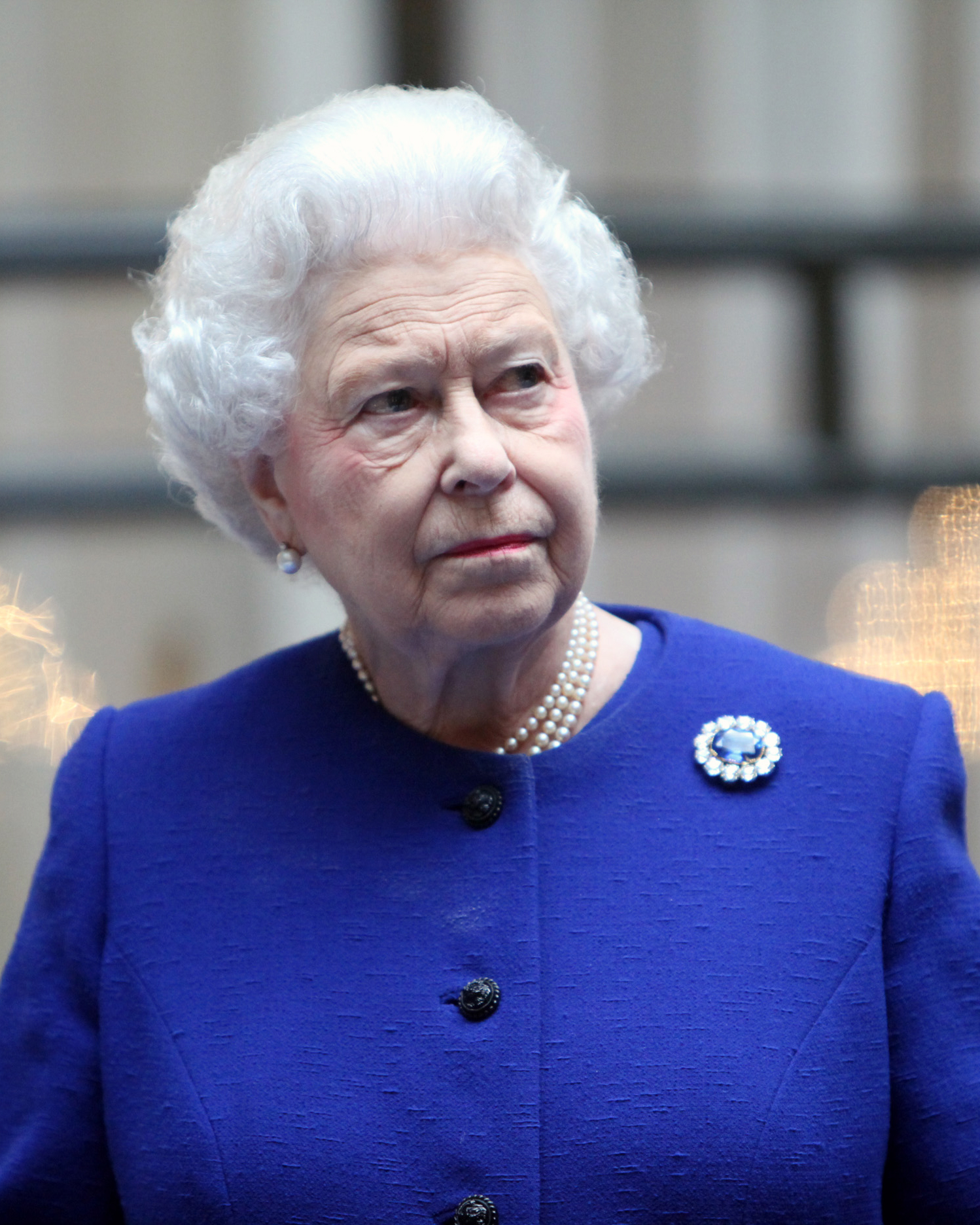
Єлизавета II

Глава держави — королева Великої Британії (нині — королева Єлизавета II), яку представляє призначений королевою генерал-губернатор. 
Генерал-губернатор може використовувати майже будь-яку владу («reserve power»), яку має королева. Генерал-губернатором зазвичай стає особа з бездоганним послужним списком: політик, суддя або військовий; іноді це постаті з області спорту, науки, культури, священнослужителі або філантропи.
Виконавча влада належить уряду — кабінету міністрів. На чолі його стоїть Прем'єр-міністр. На цю посаду зазвичай призначається після виборів лідера партії або коаліції.
Виконавча влада здійснюється урядом на чолі з прем'єр-міністром, якого призначає парламент.

## Законодавча влада
Законодавча влада належить однопалатному парламенту. Він складається з 50 представників, обирається кожні чотири роки.
Політичні партії Соломонових Островів слабкі, парламентські коаліції вкрай нестабільні. Уряду часто оголошуються вотум недовіри, в результаті чого склад уряду часто змінюється.